# Kathryn C. Thornton
Pour les articles homonymes, voir Thornton.
Kathryn Ryan Thornton (née Cordell) dite Kathy Thornton est une astronaute américaine née le 17 août 1952.

## Biographie

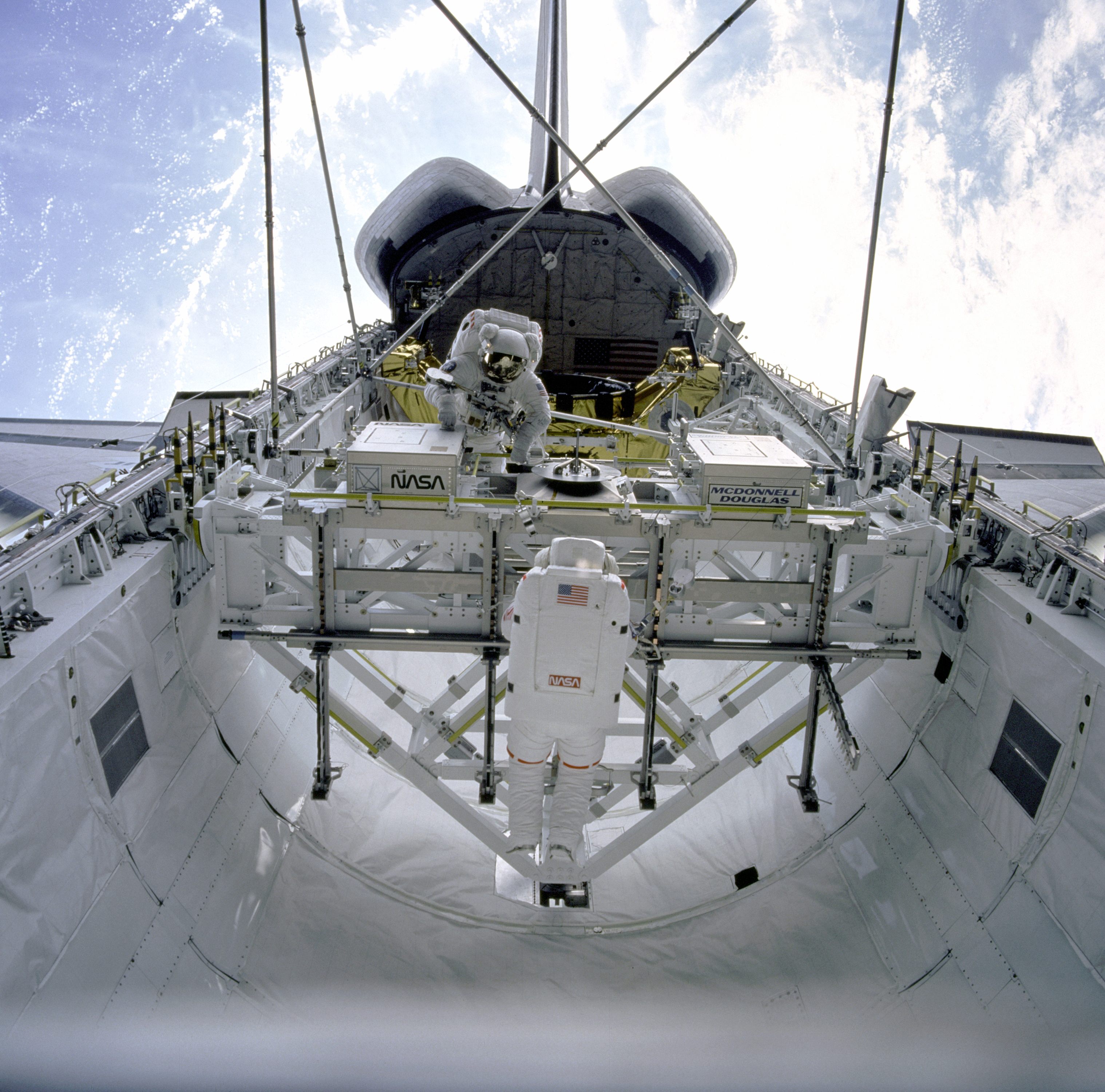
Thornton en 1992 en sortie avec Thomas Akers.

Elle est diplômée du lycée de Sidney Lanier à Montgomery dans l'Alabama en 1970. Elle reçoit un baccalauréat ès sciences en physique de l'université d'Auburn en 1974. En 1977, elle reçoit une maîtrise ès sciences en physique. Elle a obtenu un doctorat en physique à l'université de Virginie en 1979. Elle est membre de la Société américaine de physique.
Elle a reçu une bourse postdoctorale de l'OTAN pour poursuivre ses recherches à l'Institut Max-Planck de physique nucléaire à Heidelberg, en Allemagne. En 1980, elle est retournée à Charlottesville, en Virginie, où elle a travaillé comme physicienne pour l'armée américaine au centre des sciences et de la technologie.
Sélectionnée par la NASA en mai 1984, elle devient astronaute en juillet 1985. Elle a travaillé comme membre de l'équipe de test d'intégration du véhicule (VITT) au Centre spatial Kennedy, et comme communicatrice de missions spatiales (CAPCOM). Elle a réalisé quatre vols spatiaux, pour les missions STS-33 en 1989, STS-49 en 1992, STS-61 en 1993 et STS-73 en 1995. Elle a passé plus de 975 heures dans l'espace, y compris plus de 21 heures d'activité extra-véhiculaire (EVA).
Elle a quitté la NASA le 1er août 1996, et a rejoint le corps professoral de l'université de Virginie.

## Vols réalisés
- 23 novembre 1989 : Discovery (STS-33)
- 7 mai 1992 : Endeavour (STS-49)
- 2 décembre 1993 : Endeavour (STS-61)
- 20 octobre 1995 : Columbia (STS-73)